# Ruderhofspitze
Ruderhofspitze är en bergstopp i Österrike. Den ligger i distriktet Innsbruck-Land och förbundslandet Tyrolen, i den västra delen av landet. Toppen på Ruderhofspitze är 3 474 meter över havet. Ruderhofspitze ingår i bergskedjan Stubaier Alpen.
Den högsta punkten i närheten är Schrankogel, 3 497 meter över havet, 3,4 km väster om Ruderhofspitze. Närmaste samhälle är Ranalt, cirka 6 km öster om Ruderhofspitze. 
Trakten runt Ruderhofspitze består i huvudsak av kala bergstoppar och isformationer.